# Cầu Maximilian
 Maximiliansbrücke là một cầu vòm bắc ngang sông Isar tại München.

## Vị trí
Cầu nằm ở vùng Lehel dẫn đường Maximilianstraße qua sông Isar tới Maximilianeum.
Phần phía Tây của cầu, cầu Maximilian Trong, nối bờ phía Tây của Großen Isar với đảo Prater. Phần phía Đông của cầu, cầu Maximilian Ngoài, từ đảo Prater chạy ngang qua Kleine Isar và Auer Mühlbach.

## Hình ảnh

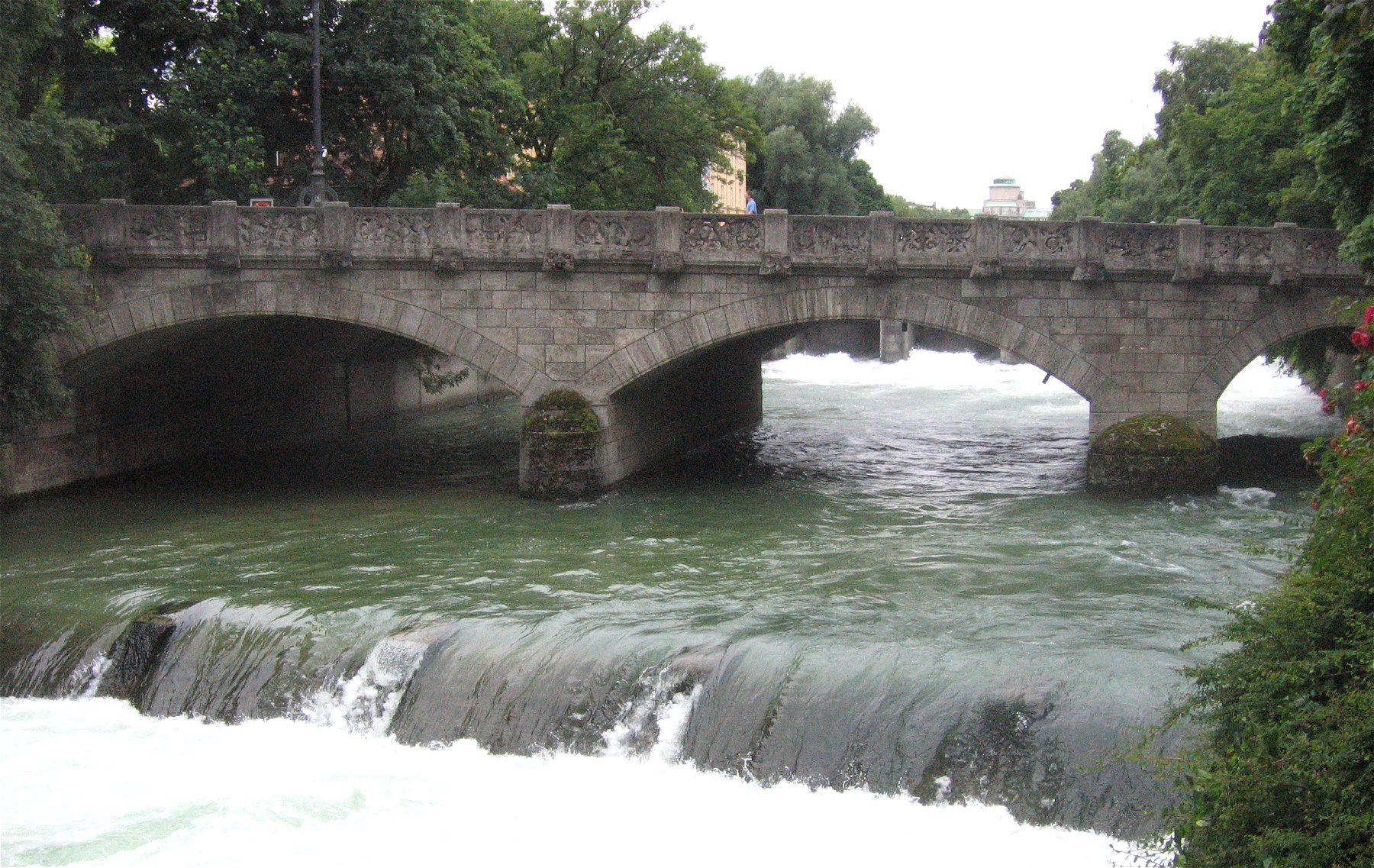
Cầu Maximilian Trong
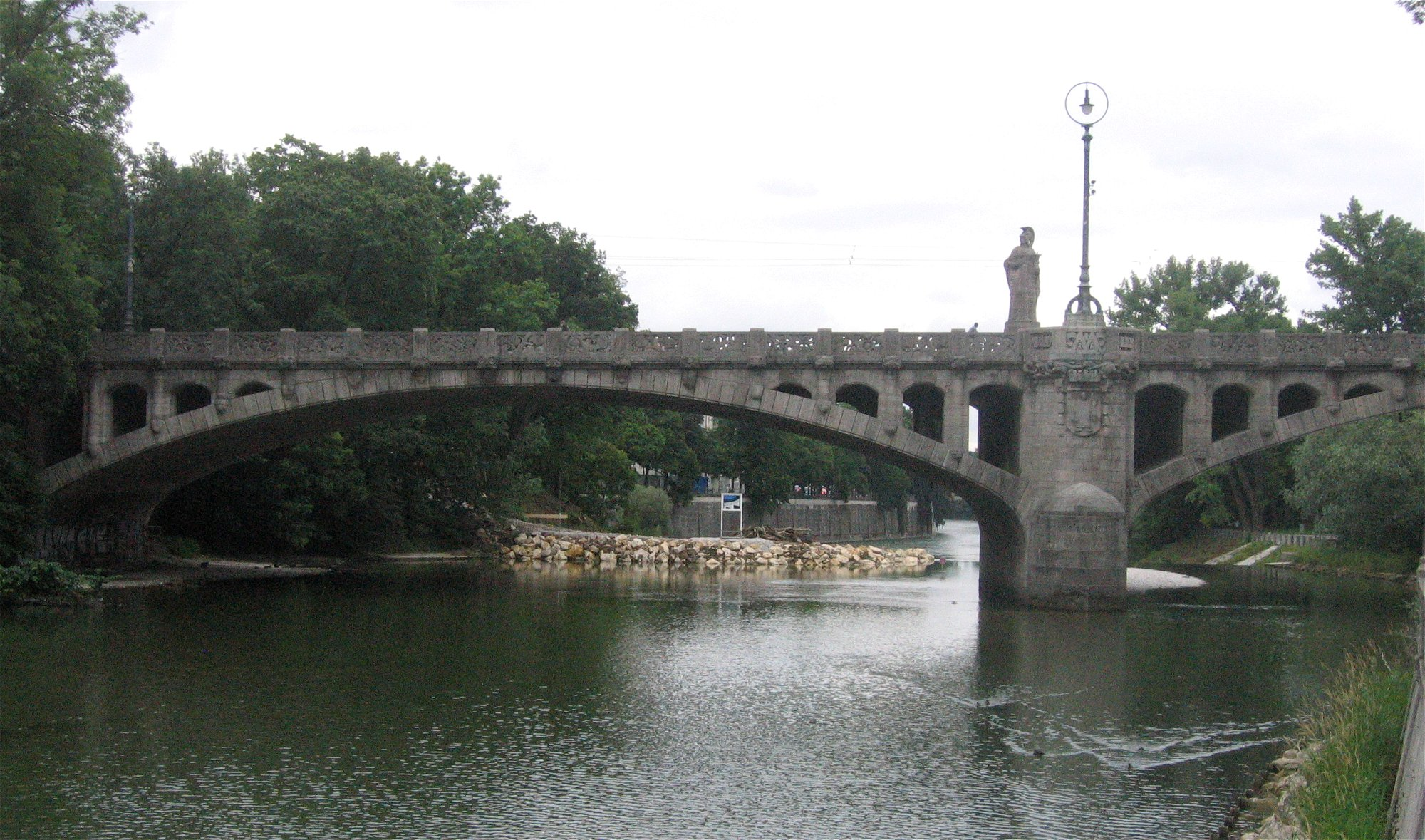
Cầu Maximilian Ngoài
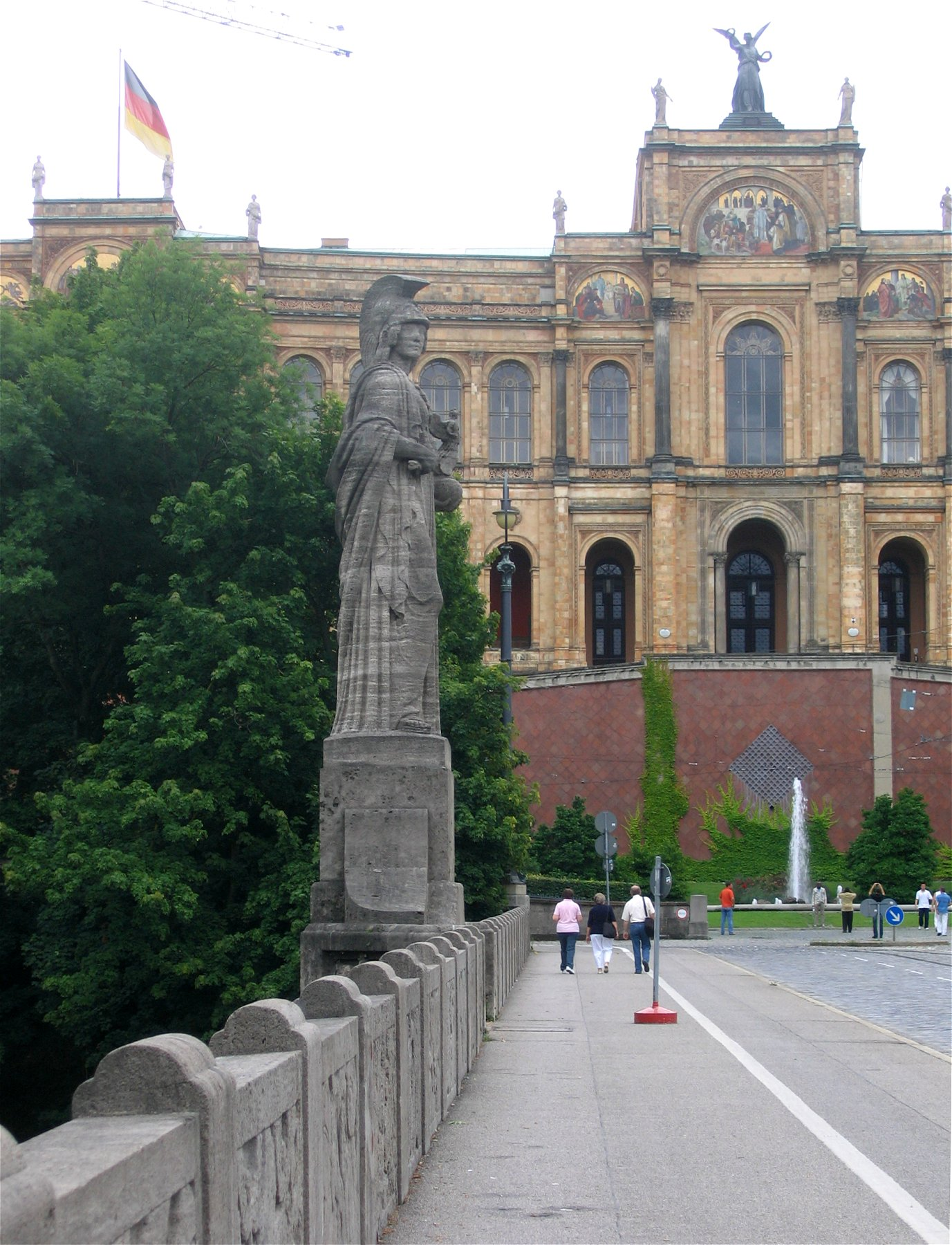
Tượng Pallas Athene
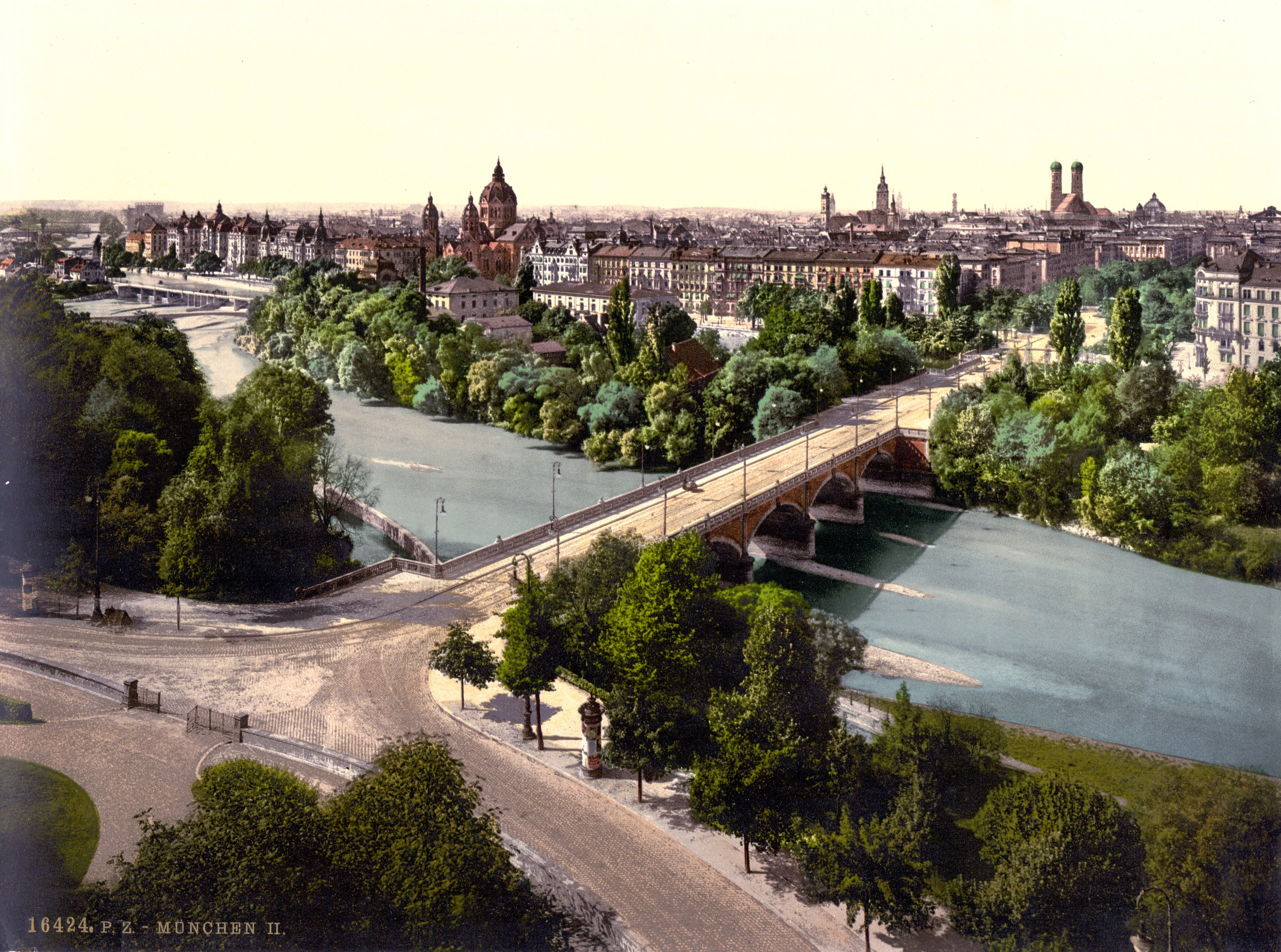
Cầu Maximilian Ngoài trước khi xây vào năm 1904/05

## Sách báo
- Kai Lucks: Die Münchner Isarbrücken im 19. und frühen 20. Jahrhundert. München 1976.
- Christine Rädlinger, Landeshauptstadt München, Baureferat (Hrsg.): Geschichte der Münchner Brücken. Verlag Franz Schiermeier, München 2008, ISBN 978-3-ngày 95 tháng 2 năm 1425.